# هولدن ادونترا

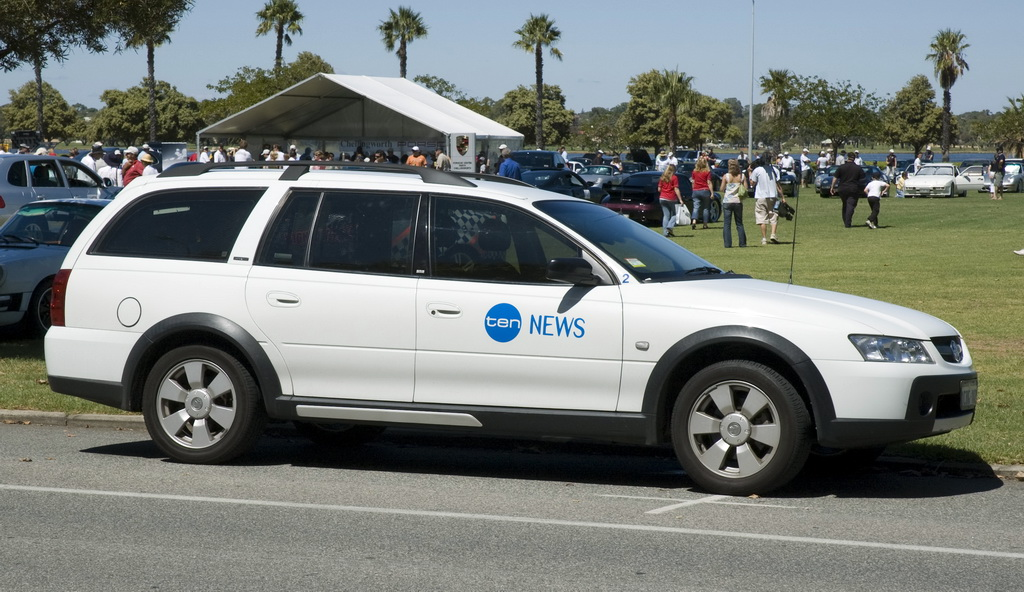

هولدن ادونترا (Holden Adventra) خودرویی است که در سال‌های ۲۰۰۳ تا ۲۰۰۶در استرالیا تولید شده‌است. است.

## نگارخانه

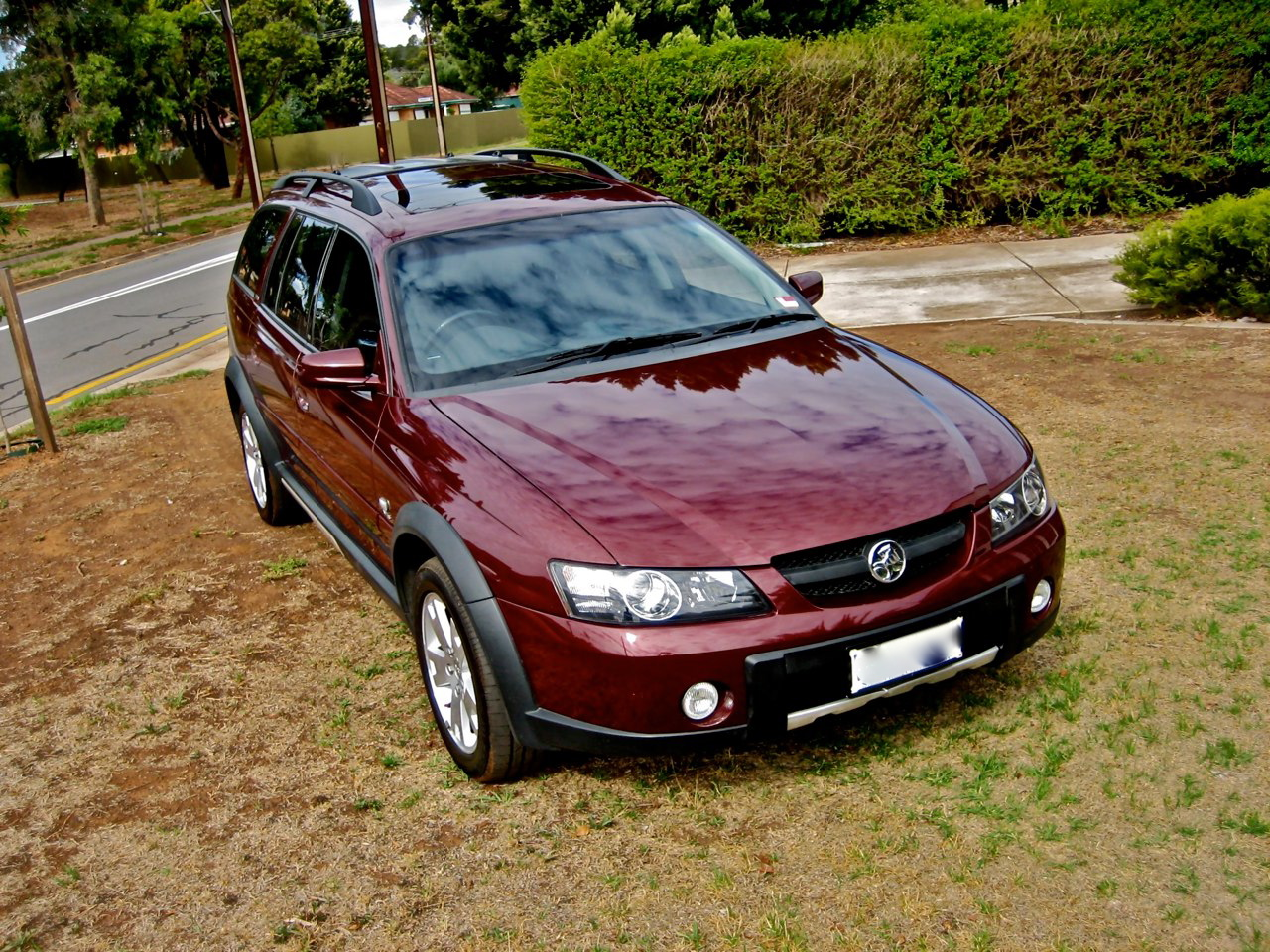
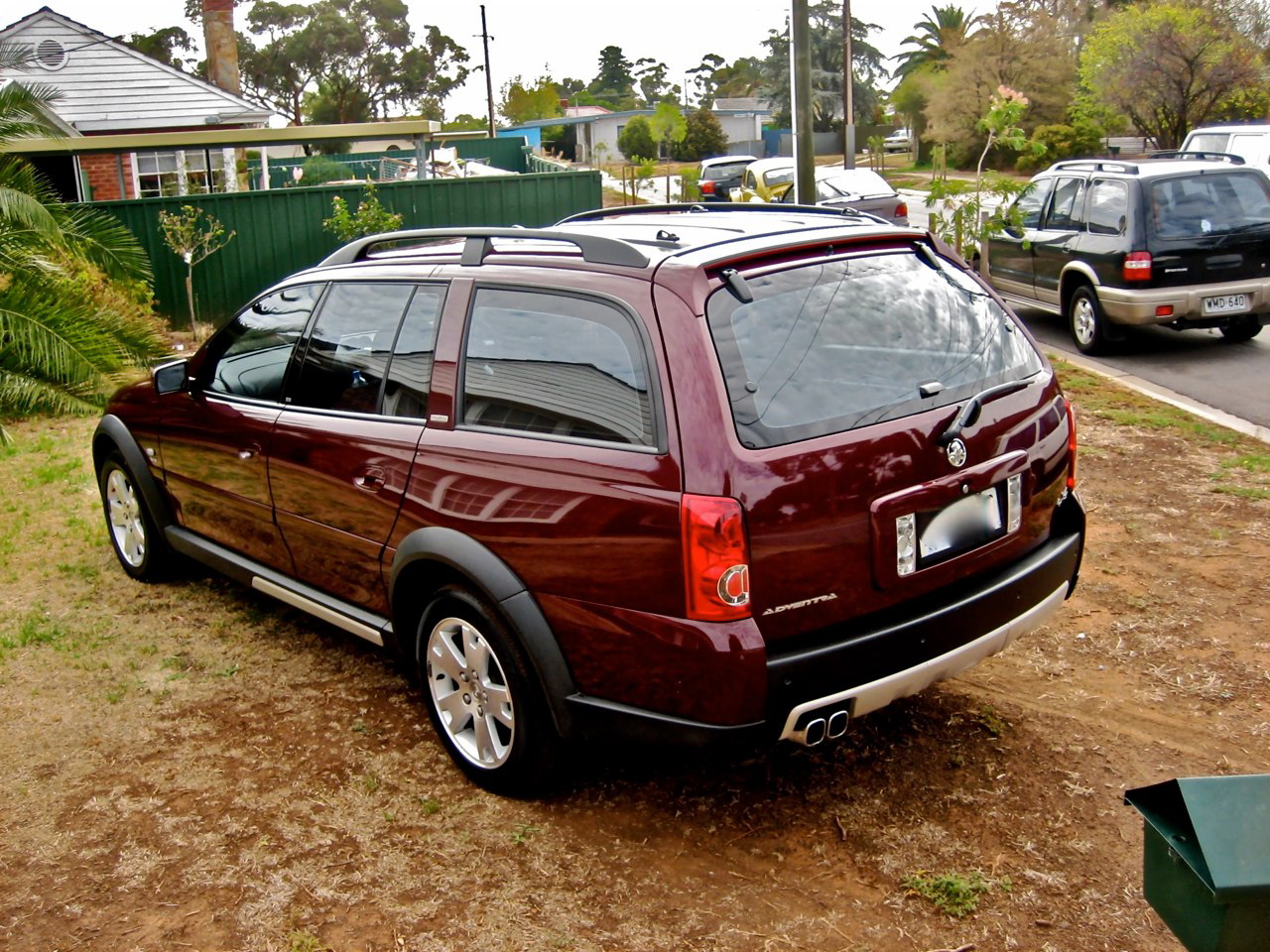
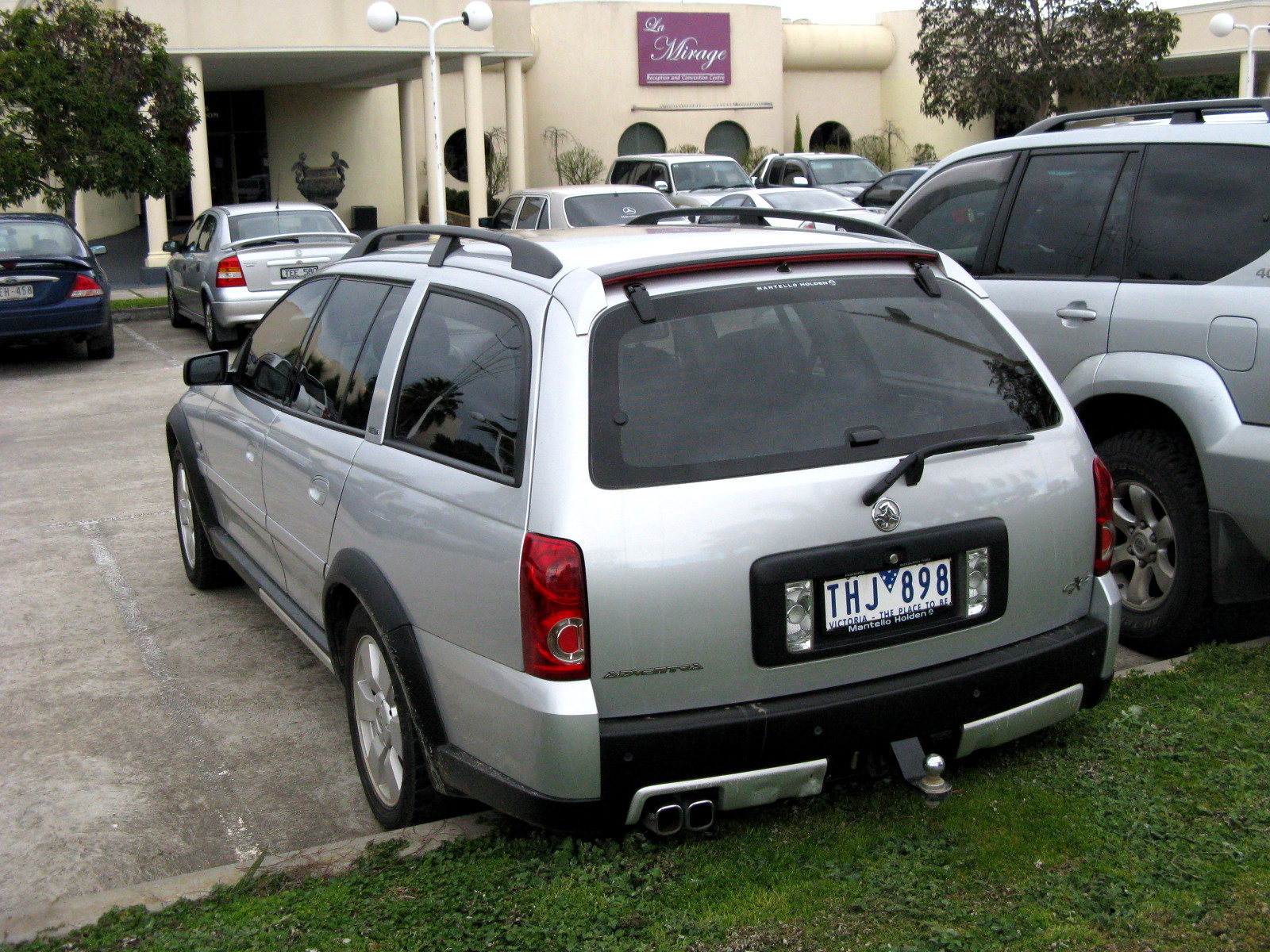